# 7e division blindée (Royaume-Uni)
Pour les articles homonymes, voir 7e division et Desert Rats.
La 7e Division blindée britannique (7th Armoured Division, en anglais), est une formation de l'armée britannique. Elle est plus connue sous le surnom de « Rats du désert » (Desert Rats).

## Histoire
En 1938, peu après les accords de Munich, le commandement britannique décida de créer en Égypte une division mobile placée sous le commandement de Percy Hobart. Elle comprenait en son sein une brigade blindée appelée « brigade de blindés légers » (Light Armoured Brigade ou LAB, en anglais).
En février 1940, la division mobile d'Égypte devient la 7e Division blindée et la LAB devient quant à elle la 7e brigade blindée. La 7e Division blindée avait une gerboise rouge comme emblème dont dérive le surnom « Les Rats du Déserts ».
La 7e brigade, quant à elle, avait une gerboise verte comme emblème. La Brigade a pris le nom de « Les rats verts » ou « Rats de la jungle » à la suite de son déplacement en Birmanie en 1942.

### Seconde Guerre Mondiale

Un char Cromwell quitte Gold Beach à la tête d'une colonne de la 7e division blindée le 7 juin 1944.

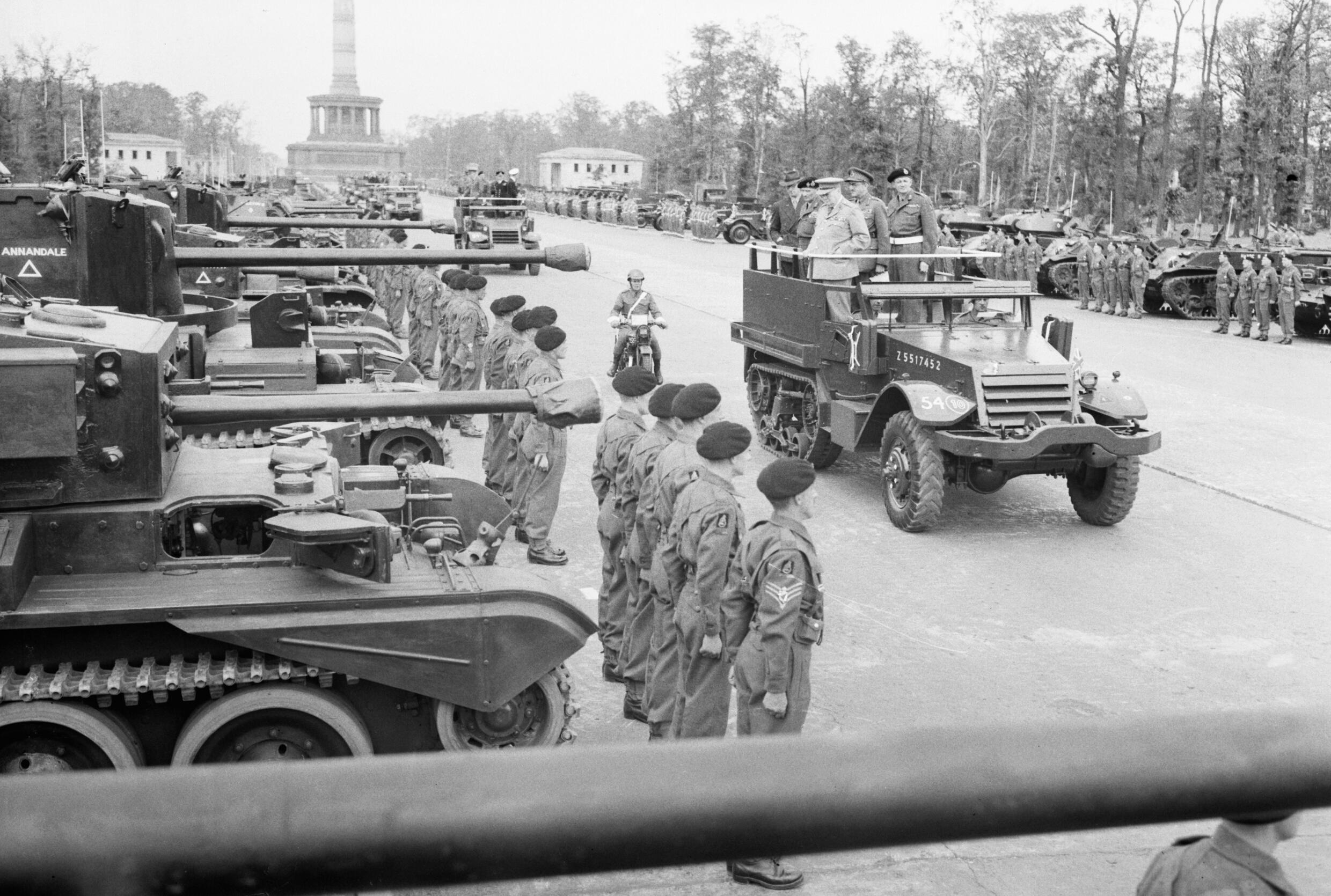
Winston Churchill, accompagné par les maréchaux Bernard Montgomery et Alan Brooke, inspecte les chars Challenger et Cromwell de la 7e division blindée à Berlin le 21 juillet 1945.

La division a combattu dans certaines des plus fameuses batailles de la guerre du désert en Afrique du Nord. Lors de l'opération Crusader en novembre 1941, elle participa aux combats de Sidi Rezegh visant à soulager les forces armées du Commonwealth assiégées dans le port de Tobrouk par les forces de l'Axe. Cette opération, la troisième tentative des Alliés pour briser le siège, fut couronnée de succès.
De son côté, après un passage en Birmanie en 1942, la 7e brigade blindée retourne au Moyen-Orient en 1943, en Irak et plus tard en Égypte.
Après la capitulation des forces de l'Axe en Afrique du Nord, la division reste au repos en Angleterre, puis participe au débarquement de Normandie le 6 juin 1944 à Gold Beach, puis à la Bataille de Normandie. Par la suite, suivant l'avancée des armées alliées, la 7e division blindée remonte vers le nord et participe à la libération de la Belgique, dont Gand le 6 septembre, et des Pays-Bas.

### Après guerre
La 7e Division blindée est dissoute en 1958 et c'est la 7e brigade qui en a repris les insignes et la mémoire, au sein de la 1e Division blindée.

## Culture populaire
- Les films Les Rats du désert (1953) et Desert Rats (1988, TV) ainsi que la série Commando du désert (1966) mettent en scène la 7e division blindée.
- Les jeux vidéo Desert Rats et Afrika Korps vs. Desert Rats mettent en scène la division. Dans le jeu vidéo Call of Duty 2, le soldat qu'incarne le joueur dans la campagne britannique fait partie de la 7e Division Blindée, d'abord sur le théâtre nord-africain, puis lors de la bataille de Caen.